# Verbrauchsteuer (Deutschland)
Verbrauchsteuern sind in der Finanzwissenschaft und der Steuerlehre eine Steuergruppe, die an den Verbrauch bestimmter Güter oder Dienstleistungen anknüpft.

## Allgemeines
In Deutschland wird im Steuerrecht, vor allem in der Amtssprache und in der Finanzwissenschaft, traditionell das Fugen-s weggelassen (Körperschaftsteuer, Aufwandsteuer, Verkehrsteuer, Verbrauchsteuer); in Österreich und der Schweiz dagegen meist verwendet (siehe Verbrauchssteuer).
Verbrauchsteuern sind Warensteuern, die den Verbrauch vertretbarer, regelmäßig zum baldigen Verzehr oder kurzfristigen Verbrauch bestimmter Güter des ständigen Bedarfs belasten (vgl. Begründung der Bundesregierung zum Entwurf eines Gesetzes zur Änderung und Ergänzung der Finanzverfassung.).

## Rechtsgrundlagen
Das Bundesverfassungsgericht (BVerfG) hat in seinem Urteil vom April 2017 die Kernbrennstoffsteuer als Verbrauchsteuer für verfassungswidrig erklärt und in diesem Zusammenhang die Typusmerkmale der Verbrauchsteuern herausgearbeitet. Danach ist eine dem Art. 106 Abs. 1 Nr. 2 GG entsprechende Verbrauchsteuer im Regelfall eine indirekte Steuer, die beim Hersteller erhoben wird und auf eine Steuerüberwälzung auf den (End-)Verbraucher angelegt ist. Der Typusbegriff der Verbrauchsteuer erfordere zudem den Verbrauch eines Gutes des ständigen Bedarfs. Ferner knüpfen Verbrauchsteuern regelmäßig an den Übergang des Verbrauchsgutes aus einem steuerlichen Nexus in den steuerlich nicht gebundenen allgemeinen Wirtschaftsverkehr an. Die Steuererhebung erfolgt auf die Konsumausgaben eines Privathaushalts für Verbrauchsgüter oder Dienstleistungen des Alltagsbedarfs. Die Verbrauchsteuer wird regelmäßig für vertretbare Güter erhoben, „die zum baldigen Verzehr oder kurzfristigen Verbrauch bestimmt sind und die auf Grund eines äußerlich erkennbaren Vorgangs (z. B. Übergang in den Wirtschaftsverkehr) von demjenigen als Steuerschuldner erhoben werden, in dessen Sphäre sich der Vorgang verwirklicht“.
Verbrauchsteuern werden – wie die Aufwandsteuern – als „örtliche Steuer“ bezeichnet, um ihren lokalen Charakter zu betonen. Es handelt sich im Regelfall um Gemeindesteuern, die aber nicht von allen Gemeinden erhoben werden. Einige Verbrauchsteuern sind Bundessteuern (etwa Kaffeesteuern, Kraftfahrzeugsteuern) oder Ländersteuern (Biersteuern).
Die Gesetzgebungskompetenz über die Verbrauchsteuern steht dem Bund zu, wenn ihm das Steueraufkommen der Steuer ganz oder teilweise zusteht (sog. Ertragshoheit, Art. 106 Abs. 1 Nr. 2 GG). Eine Ausnahme ist die Biersteuer (Art. 106 Abs. 2 Nr. 4 GG), ihr Aufkommen steht den jeweiligen Ländern zu. Auf diese Regelung hat das Land Bayern bei der Schaffung des Grundgesetzes bestanden. Bei der Biersteuer hat der Bund die Gesetzgebungskompetenz daher lediglich, weil die Wahrung der Rechts- und Wirtschaftseinheit dies im gesamtstaatlichen Interesse erfordert. Die Erhebung und Verwaltung der bundesgesetzlich geregelten besonderen Verbrauchsteuern erfolgt durch die Bundeszollverwaltung. Die örtlichen Verbrauchsteuern stehen in der Gesetzgebungskompetenz der Länder, ihr Ertrag steht den Gemeinden und ggf. den Gemeindeverbänden zu (Art. 106 Abs. 6 GG).
Die Umsatzsteuer steht nach einem Urteil des BVerfG im Schnittpunkt zwischen Verbrauch- und Verkehrsteuern. Nach ihrer wirtschaftlichen Wirkung ist sie eine Verbrauchsteuer, nach der gesetzestechnischen Ausgestaltung dagegen eine Verkehrsteuer. Sie wird, mit Ausnahme der Einfuhrumsatzsteuer (die gemäß § 21 Abs. 1 UStG eine Verbrauchsteuer im Sinne der Abgabenordnung ist), durch die Landesfinanzverwaltungen erhoben.
Die so genannte Ökosteuer ist gesetzestechnisch keine Verbrauchsteuer, nicht einmal eine eigene Steuerart. Der Begriff Ökosteuer steht für Steuern auf Güter wie Benzin, Diesel, Kerosin usw., deren Verbrauch die Umwelt belastet. Mit dem Gesetz zum Einstieg in die ökologische Steuerreform wurde auch mit gesetzestechnischem Bezug auf die Ökologie die Stromsteuer eingeführt und Änderungen im Bereich der Mineralölsteuer vorgenommen.
Die von Tübingen erhobene Verpackungsteuer auf Einweggeschirr ist eine echte Verbrauchsteuer nach Art. 106 Abs. 1 Nr. 2 GG und wurde im Mai 2023 vom Bundesverwaltungsgericht (BVerwG) für rechtmäßig erklärt. Es ist zu erwarten, dass diese Umweltsteuer auch weitere Gemeinden erheben werden.

## Arten
Steuergruppen legen die Steuererhebung und die Steuerart fest:
| Steuergruppe     | Steuererhebung auf                                               | Steuerart |
| ---------------- | ---------------------------------------------------------------- | --- |
| Aufwandsteuern   | Konsumausgaben für die persönliche Lebensführung                 | Beherbergungsabgabe Hundesteuer Kraftfahrzeugsteuer Pferdesteuer Spielautomatensteuer Zweitwohnungsteuer         |
| Besitzsteuern    | Vermögenszuwachs: Ertragsteuern Vermögensbesitz: Substanzsteuern | Einkommensteuer Gewerbesteuer Grundsteuer Körperschaftsteuer                                                     |
| Verbrauchsteuern | Verbrauch bestimmter Güter                                       | Alkoholsteuer Biersteuer Energiesteuer Kaffeesteuer Schaumwein-/ Zwischenerzeugnissteuer Stromsteuer Tabaksteuer |
| Verkehrsteuern   | Teilnahme am Rechts- und Wirtschaftsverkehr                      | Grunderwerbsteuer Umsatzsteuer Versicherungsteuer                                                                |

Steuergruppen und Steuerarten können wie folgt zusammengefasst werden:
| Steuergruppe     | Steuerart | Steuerobjekt |
| ---------------- | --- | --- |
| Aufwandsteuern   | Hundesteuer Kraftfahrzeugsteuer Motorbootsteuer Ortstaxe Pferdesteuer Spielautomatensteuer Vergnügungsteuer Zweitwohnungsteuer | Hundehaltung Kraftfahrzeughaltung Motorboothaltung Übernachtung Pferdehaltung Spielautomatenaufstellung Eintrittsgelder für Vergnügungsstätten Eigentum an einer Zweitwohnung |
| Besitzsteuern    | Ertragsteuern: Einkommensteuer (inkl. Lohnsteuer) Kapitalertragsteuer Gewerbesteuer Kirchensteuer Körperschaftsteuer; Substanzsteuern: Erbschaftsteuer Grundsteuer Vermögensteuer                                                                             | Einkommen aus den Einkunftsarten (insbes. Arbeitseinkommen) Einkommen aus Kapitalertrag Einkommen aus Gewerbebetrieb Finanzierung der Kirchenverwaltung Einkommen aus privatrechtlichen Körperschaften Besteuerung von Erbschaften Besteuerung von Grundbesitz Besteuerung des Vermögens |
| Verbrauchsteuern | Alkoholsteuer Alkopopsteuer Biersteuer Energiesteuer Fischereisteuer Jagdsteuer Kaffeesteuer Schaumweinsteuer Stromsteuer Tabaksteuer Zwischenerzeugnissteuer                                                                                                 | Besteuerung alkoholischer Getränke Besteuerung von Alkopops Besteuerung von Bier Besteuerung von Energie Besteuerung der Fischerei Besteuerung der Jagdausübungsberechtigten Besteuerung von Kaffee Besteuerung von Schaumwein Besteuerung von elektrischem Strom Besteuerung von Tabakerzeugnissen Besteuerung von alkoholischen Getränken, die nicht als Bier, Schaumwein oder Wein versteuert werden |
| Verkehrsteuern   | Börsenumsatzsteuer Feuerschutzsteuer Finanztransaktionssteuer Grunderwerbsteuer Rechtsverkehrsteuer Rennwett- und Lotteriesteuer Schankerlaubnissteuer Spielbankabgabe Umsatzsteuer (ohne Einfuhrumsatzsteuer) (nicht in der Schweiz) Versicherungsteuer Zoll | Umsatz an Effekten Besteuerung von Versicherungsprämien für Feuerversicherungen Besteuerung von börslichen und außerbörslichen Finanztransaktionen Besteuerung vom Grundstückserwerb Besteuerung bestimmter Rechtsgeschäfte Besteuerung von Rennwetten und Lotterien Besteuerung der Schankerlaubnis Besteuerung der Betreiber öffentlicher Spielbanken Besteuerung des Umsatzes von Gütern und Dienstleistungen Besteuerung des Abschlusses von Versicherungsverträgen Importabgaben auf den Import von Waren |

Steuergruppen umfassen volkswirtschaftliche Größen wie Einkommen oder Konsum (Stromgrößen) und Vermögen oder Kapital (Bestandsgrößen). An sie knüpfen steuerliche Bemessungsgrundlagen an.
Die Luxussteuer kann entweder eine Aufwandsteuer sein wie beispielsweise die Hundesteuer, welche die Hundehaltung zu privaten Zwecken besteuert, oder eine Verkehrsteuer, wenn bei der Veräußerung von Luxusgütern eine erhöhte Umsatzsteuer fällig wird.
Verbrauchsteuern wurden in der Vergangenheit sowohl auf Grundlebensmittel erhoben (Salzsteuer, Biersteuer) als auch in Form der Luxussteuer auf Luxusgüter (Tabaksteuer, Alkoholsteuer, Schaumweinsteuer).
Eine Vielzahl von Verbrauchsteuern wurde aufgegeben, so insbesondere Essigsäuresteuer, Kernbrennstoffsteuer, Leuchtmittelsteuer, Salzsteuer, Spielkartensteuer, Teesteuer, Zuckersteuer oder Zündwarensteuer (Zündwarenmonopol).

## Ertragshoheit bei Verbrauchsteuern
Das Aufkommen der einzelnen Verbrauchsteuern fließt unterschiedlichen staatlichen Ebenen zu (siehe Art. 106 GG):
- Der Bund erhält die Bundessteuern: Alkoholsteuer, Alkopopsteuer, Energiesteuer, Kaffeesteuer, Schaumweinsteuer, Stromsteuer, Tabaksteuer und die Zwischenerzeugnissteuer. (Mit einem Anteil von 7 % (Berichtsjahr 2023) am gesamten Steueraufkommen stellen die Verbrauchsteuern einen wichtigen Beitrag zum Steuerhaushalt dar.)[11]
- Bund und Ländern gemeinsam steht als Gemeinschaftsteuer die Einfuhrumsatzsteuer zu.
- Den Ländern steht die Biersteuer als Ländersteuer zu.
- Den Gemeinden stehen örtliche Verbrauchsteuern als Gemeindesteuern zu, die auf landesgesetzlicher Grundlage der Kommunalabgabengesetze beruhen:
  - Fischereisteuer,
  - Jagdsteuer,
  - Verpackungsteuer.

Zum 31. Dezember 2009 schaffte Offenbach am Main als letzte Stadt in Deutschland die Getränkesteuer ab.

## Steuervergünstigungen
In allen Verbrauchsteuergesetzen sind Steuervergünstigungen (Steuerermäßigungen oder Steuerbefreiungen) vorgesehen. So sind Bier und Branntwein von der Steuer befreit, wenn sie zu bestimmten Zwecken verwendet werden (z. B. Herstellung von Essig oder Arzneimitteln). Mineralöl ist von der Steuer befreit, wenn es nicht als Kraftstoff oder Heizstoff verwendet wird (z. B. Verwendung als Schmierstoff), außerdem bei der Verwendung in der kommerziellen Luftfahrt. Die Steuerbefreiung für in der kommerziellen Luftfahrt verwendetes Mineralöl wird aus umweltpolitischen Gründen kritisiert.

## Wirtschaftliche Aspekte
Verbrauchsteuern sind indirekte Steuern, bei denen der Gesetzgeber und Steuergläubiger davon ausgeht, dass sie zwar vom Hersteller erhoben werden, letzterer sie aber durch Steuerüberwälzung an den (End-)Verbraucher weitergibt. Steuerpflichtiger Steuerschuldner und Steuerzahler ist somit der Hersteller, Steuerträger und Steuerdestinatar der Endverbraucher. Die Überwälzung geschieht, indem der Hersteller die Verbrauchsteuer in seiner Preiskalkulation in den Verkaufspreis einbezieht. Dadurch trägt der Verbraucher die Steuerlast, wodurch sich sein Einkommen verringert. Die vom Verbraucher zu tragende Verbrauchsteuer kann dieser nicht für andere Konsumausgaben verwenden (Zwangssparen).
Wie alle Steuerarten wirken auch Verbrauchsteuern kontraktiv auf die Güternachfrage der Privathaushalte und Investitionsnachfrage der Unternehmen. Dem Haavelmo-Theorem zufolge wirkt eine Steuererhöhung kontraktiv auf die gesamtwirtschaftliche Nachfrage, weil sie das verfügbare Einkommen der Privathaushalte reduziert und ihnen Kaufkraft entzieht. Einerseits verringern Steuern die Gewinne (Unternehmen) oder Einkommen (Privathaushalte), die in Höhe der Steuerzahlung nicht für andere Verwendungen (Investitionen bzw. Konsum) zur Verfügung stehen. Andererseits belasten Steuern als Ausgaben die Liquidität der Steuersubjekte, die in Höhe der Steuerzahlung nicht mehr für andere Ausgaben (Investitionsausgaben bzw. Konsumausgaben) Verfügung steht (Zwangssparen).
Als Kostensteuern gehen Verbrauchsteuern in die betriebliche Kalkulation ein und können auf den Endverbraucher überwälzt werden. Verbrauchsteuern gehören zur Bemessungsgrundlage der Umsatzsteuer, weshalb es zu Steuerkumulation kommt (z. B. 10 Euro Benzin + 20 Euro Energiesteuer + 19 % Umsatzsteuer aus 30 Euro = 35,70 Euro).

## Europäische Union

### Harmonisierte Verbrauchsteuern
Die Steuern auf Energieerzeugnisse und elektrischen Strom, Alkohol und alkoholische Getränke sowie Tabakwaren sind im europäischen Recht gemäß Art. 1 Abs. 1 Verbrauchsteuersystemrichtlinie (Richtlinie (EU) 2020/262) harmonisiert. Grundlegend für die Definition der einzelnen Steuerobjekte sind die Richtlinie 2003/96/EG für Energieträger, die Richtlinie 92/83/EWG und Richtlinie 92/84/EWG für Alkoholische Getränke (u. a. Bier und Biermischgetränke im Sinne der KN-Codes 2203 und 2206, Wein und Schaumwein) sowie die Richtlinie 2011/64/EU für Tabakwaren. Nur die dort definierten Steuergegenstände werden in jedem Mitgliedstaat der Europäischen Union besteuert. Die Richtlinien enthalten verbindliche Bestimmungen wie z. B. Mindeststeuersätze oder Bestimmungen zum steuerfreien Verkehr, sind aber lediglich mittelbares EU-Recht. Sie müssen somit in nationalen Gesetzen, wie zum Beispiel durch das Energiesteuergesetz, umgesetzt werden.
Eine Besonderheit in Deutschland stellt Wein dar, für den laut Systemrichtlinie der Mindeststeuersatz 0 EUR beträgt und der im Schaumwein- und Zwischenerzeugnissteuergesetz erfasst ist. Er ist dort aber nicht als Steuergegenstand definiert ist, womit in Deutschland keine Weinsteuer anfällt.
Die Verbrauchsteuersystemrichtlinie lässt in Art. 1 Abs. 2 und 3 den EU-Mitgliedstaaten einen Freiraum für die Neueinführung von rein nationalen Verbrauchsteuern. Ein Beispiel ist die deutsche Alkopopsteuer.

### Warenverkehr mit anderen Mitgliedsstaaten
Es sind folgende Fallgruppen zu unterscheiden:
- Versand zwischen Unternehmen:[17] Der Versand dieser Waren kann unversteuert erfolgen, dann entsteht die Steuer im Bestimmungsland. Der Versand muss über das Computersystem EMCS abgewickelt werden. Bei versteuerter Ware (sogenannter „steuerrechtlich freier Verkehr“) entsteht die Steuer ebenfalls im Bestimmungsland, also zunächst doppelt. Wenn der Nachweis geführt wird, dass die Ware im Bestimmungsland steuerlich erfasst wurde, kann die Steuer im Versenderland erstattet werden.
- Reiseverkehr (Privatpersonen): Die Steuer entsteht im Herkunftsland, falls die Reisefreimenge nicht überschritten wird. Bei größeren Mengen wird widerleglich vermutet, dass es sich um einen gewerblichen Transport handelt. Falls diese Vermutung nicht widerlegt werden kann, entsteht die Steuer doppelt.
- Versandhandel (Versand von Unternehmen an Privatpersonen): Der Versandhändler hat vor dem Versand einen Beauftragten im Bestimmungsland zu bestellen. Dieser muss sich bei seinem zuständigen Hauptzollamt anmelden und erfüllt alle steuerlichen Pflichten. Ein Beispiel für die Bestimmungen findet sich in § 21 Schaumweinsteuergesetz. Hält sich der Versender nicht an diese Regelungen, wird er selbst Steuerschuldner. Beim Versandhandel kann der – private – Empfänger also niemals unmittelbarer Steuerschuldner werden.
- Nichtharmonisierte Verbrauchsteuern (wie Kaffee): Für diese Waren gelten die Bestimmungen über den Reiseverkehr und zum Verbringen der Ware aus dem steuerrechtlich freien Verkehr anderer Mitgliedsstaaten. Ein Verkehr unter Steueraussetzung ist nicht möglich. Die Bestimmungen über den Versandhandel gelten nur in Richtung deutsches Steuergebiet.